# Cyprinus rubrofuscus
Cyprinus rubrofuscus är en fiskart som beskrevs av Lacepède, 1803. Cyprinus rubrofuscus ingår i släktet Cyprinus och familjen karpfiskar. IUCN kategoriserar arten globalt som livskraftig. Inga underarter finns listade i Catalogue of Life.